# Trichinellidae
Los triquinélidos (Trichinellidae) son una familia de nematodos de la clase Adenophorea que incluye al género Trichinella, también conocido como gusano triquina, responsable de la enfermedad zoonótica triquinosis.